# Amphicnaeia interrupta
Amphicnaeia interrupta är en skalbaggsart som beskrevs av Maria Helena M. Galileo och Martins 2003. Amphicnaeia interrupta ingår i släktet Amphicnaeia och familjen långhorningar. Inga underarter finns listade i Catalogue of Life.